# Col parabello in spalla
Come molti canti della Resistenza, Col parabello in spalla deriva da un canto degli alpini, Col fucile sulle spalle. Veniva cantato soprattutto in Veneto, Liguria e Piemonte.
Le bombe scippe citate nel testo (E a colpi disperati, mezzi massacrati dalle bombe scippe, i fascisti sparivano gridando: “Ribelli, abbiate pietà”) erano ordigni in uso nella prima guerra mondiale, prodotti dalla Società Italiana Prodotti Esplodenti (S.I.P.E.).